# Arkitektgruppen CFL
Arkitektgruppen CFL även Celander Forser Lindgren var ett svenskt arkitektkontor. Bolaget bildades av Bengt Forser och Stig Lindgren 1962 under namnet Bengt Forser och Stig Lindgren Arkitektkontor AB. När Gösta Celander anslöt ändrades namnet till Celander Forser Lindgren som sedan blev Arkitektgruppen CFL. Kontoret deltog framgångsrikt i arkitekttävlingar och de genomförda uppdragen omfattade förvaltningsbyggnader, skolor och daghem. 
Kontoret kom vidare att ha en framträdande roll i skapandet av sjuttiotalets småhusområden. Arkitektgruppen CFL planerade bland annat småhusområdena Björkhällan och Gåsmossen i Askim och terrasshusen i Gärdsås i Göteborg. I Partille kommun ritades Soldatängen, Klevelyckan, Fykelyckan, Ådäljan, Mellanlyckan och Sörlyckan i Sävedalen.
1970 prisades kontoret av Per och Alma Olssons fond för arbetet med bostadsområdet Hallstenshagen i Tynnered. Hallstenshagen är upptagen i Göteborgs stads bevarandeprogram. Det är även bostadsområdet Björnekulla som ritades för Egnahemsbolaget 1971. CFL fick även pris av Per och Alma Olssons fond för Knapehall 1974 och Skintebo 1975. 